# Йонаго
Йона́го (яп. 米子市 Ёнаго-си) — город в Японии, находящийся в префектуре Тоттори. Площадь города составляет 132,21 км², население — 147 943 человека (1 августа 2014), плотность населения — 1119,00 чел./км².

## Географическое положение
Город расположен на острове Хонсю в префектуре Тоттори региона Тюгоку. С ним граничат города Сакаиминато, Ясуги, посёлки Дайсен, Намбу, Хоки и село Хиэдзу. Йонаго лежит в дельте реки Хино.

## Население
Население города составляет 147 943 человека (1 августа 2014), а плотность — 1119,00 чел./км². Изменение численности населения с 1980 по 2005 годы:
| 1980 | 136 053 чел. |  |
| 1985 | 140 615 чел. |  |
| 1990 | 140 503 чел. |  |
| 1995 | 143 856 чел. |  |
| 2000 | 147 837 чел. |  |
| 2005 | 149 584 чел. |  |

## Символика
Цветком города считается рододендрон, птицей — американский лебедь.